# 赤唇石豆兰
赤唇石豆兰（学名：Bulbophyllum affine），又名纹星兰，为兰科石豆兰属下的一个植物种。